# Cuba (mitología)
Cuba (del latín cubare, "yacer"), en la mitología romana, era una diosa menor de los niños, ayudándoles y cuidándoles en su desarrollo desde la cuna hasta que pasan a una cama, es decir, cuando dejan de ser niños.
Era hermana de Cunina, también protectora de los niños y de Rumina, diosa que protegía a las madres lactantes y, probablemente, a los mismos niños lactantes.
Era invocada por las madres romanas para que sus niños pequeños se durmiesen y pasasen una buena noche. Se la asocia con Edulica, diosa que bendice la comida de los niños y con Portina que bendice su bebida.